# Су-11 (1947)
Су-11 — советский опытный одноместный двухмоторный реактивный истребитель, спроектированный в конструкторском бюро П. О. Сухого в 1947 году, на основе захваченных чертежей и трофейных экземпляров серийного немецкого реактивного истребителя Ме-262. Усовершенствованная версия опытного самолёта Су-9. В единственных построенных опытных экземплярах этих машин были установлены трофейные немецкие двигатели Jumo-004B, проект позднее предусматривал их советскую копию РД-10. Свой первый полёт Су-11 совершил в мае 1947 года.

## История создания
В 1946 году на основе захваченных чертежей и трофейных экземпляров серийного немецкого реактивного истребителя Messerschmitt Me 262 в конструкторском бюро Павла Сухого был спроектирован самолёт Су-9. Столкнувшись с проблемой помпажа советского реактивного двигателя, П. О. Сухой был вынужден ориентироваться на установку на самолёте Су-9 уже проверенных трофейных немецких двигателей Jumo-004B (проект позднее предусматривал их советскую копию РД-10).
В плане опытного самолётостроения на 1947 год, ОКБ Сухого предписывалось изготовить и сдать на государственные испытания самолёт с двумя двигателями ТР-1А. На базе заложенного в производство дублёра Су-9 был построен истребитель Су-11 с двигателем ТР-1. Конструктивно его планер практически не отличался от предшествующего ему Су-9, за исключением расположения двигателей не под крылом, а в его плоскости. Соответственно изменилась и сама конструкция крыла.
Правительственное задание включало следующие основные требования:
| Максимальная скорость у земли          | 940 км/ч |
| Максимальная скорость на высоте 5000 м | 950 км/ч |
| набор высоты 5000 м                    | 3,0 мин  |
| Практический потолок                   | 14 000 м |
| Максимальная дальность полёта          | 700 км   |

Предъявить один экземпляр самолёта на государственные испытания требовалось к августу 1947 года. Самолёт получил шифр «ЛК» и обозначение Су-11. В апреле 1947 года он был достроен, а 11 мая самолёт перевезли на аэродром ЛИИ.
28 мая лётчик испытатель Георгий Михайлович Шиянов совершил первый, десятиминутный полёт. В процессе испытаний были внесены следующие изменения: доработаны элероны, удлинили мотогондолы двигателя и слегка изменили геометрию сочленения крыла с мотогондолой.
3 августа Су-11, пилотируемый Г. М. Шияновым, был продемонстрирован на параде в честь Дня Воздушного флота СССР.
15 апреля 1948 года завершились заводские испытания, за время которых было выполнено 54 полёта, общей длительностью 21 час 8 минут. По результатам испытаний, в связи с отсутствием усовершенствованных двигателей ТР-1А, изначально предусмотренных в требовании, доводку самолёта прекратили. 28 апреля Су-11 был списан, как и его предшественник Су-9, который был списан в том же 1948 году.
На основе истребителя Су-11 были разработаны нереализованные проекты фронтового истребителя и истребителя-перехватчика получившие название Су-13.
Работы над аналогичным проектом тяжёлого двухдвигательного реактивного истребителя на основе Ме-262 осуществляло также ОКБ Горьковского авиазавода № 21 (ОКБ 21) авиаконструктора Семёна Алексеева, где в 1947 году был создан самолёт И-211 и его последующая усовершенствованная версия И-215 — эти машины в серию также не пошли.

## Технические характеристики
- Экипаж: 1 человек
- Максимальная скорость у земли = 940 км/ч
- Максимальная скорость на высоте: 925 км/ч
- Дальность полёта: 900 км
- Практический потолок: 13 000 м
- Длина: 10,55 м
- Размах крыла: 11,80 м
- Площадь крыла: 22,20 м²
- Масса пустого: 4637 кг
- Масса снаряжённого: 6350 кг
- Двигатель: 2 х ТР-1
- Тяга форсажная: 2×1300 кгс
- Пушечное вооружение: 2×23 мм НС-23 1×37 мм Н-37
- Боезапас: 2×100, 1×40 сн.
- Точек подвески: 2
- Масса подвески: 500 кг
- Подвесные вооружения: 2 бомбы ФАБ-250 или 1 ФАБ-500